# EHF Champions League der Frauen 2020/21
An der EHF Champions League 2020/21 nahmen insgesamt 16 Handball-Vereinsmannschaften teil, die sich in der vorangegangenen Saison in ihren Heimatländern für den Wettbewerb qualifiziert hatten. Es war die 61. Austragung der EHF Champions League bzw. des Europapokals der Landesmeister. Erstmals gewannen die Vipers Kristiansand diesen Wettbewerb.

## Modus
Gruppenphase: Es gibt zwei Gruppen mit je acht Mannschaften. In einer Gruppe spielt jeder gegen jeden ein Hin- und Rückspiel; die jeweils sechs Gruppenbesten erreichen die Play-offs.
Achtelfinale: Die jeweils acht Mannschaften der beiden Gruppen treten im Überkreuzmodus gegeneinander an. Die Achtelfinalpartien werden im K.-o.-System mit Hin- und Rückspiel gespielt.
Viertelfinale: Das Viertelfinale wird im K.-o.-System mit Hin- und Rückspiel gespielt. Die Gewinner der ersten Runde der Play-offs treten jeweils gegen die Erst- und Zweitplatzierten aus der Gruppenphase an.
Final Four: Die Gewinner der Viertelfinalspiele nehmen am Final-Four-Turnier teil. Das Halbfinale wird im K.-o.-System gespielt. Die Gewinner jeder Partie ziehen in das Finale ein. Die Verlierer jeder Partie ziehen in das Spiel um den dritten Platz ein. Es wird pro Halbfinale nur ein Spiel ausgetragen. Auch das Finale und das Spiel um Platz drei wird im einfachen Modus ausgespielt.
Zum Wettkampfbeginn sollte anstatt eines Achtelfinales mit allen Mannschaften ein anderes Verfahren angewandt werden. Die Drittplatzierten hätten gegen die Sechstplatzierten sowie die Viertplatzierten gegen die Fünftplatzierten aus der Parallelgruppe nach dem K.-o.-System mit Hin- und Rückspiel gespielt. Die beiden Gruppenersten der jeweiligen Gruppen wären automatisch für das Viertelfinale qualifiziert, während die beiden letztplatzierten Teams der jeweiligen Gruppen ausgeschieden wären.

## Gruppenphase
Die Auslosung der Gruppenphase fand am 1. Juli 2020 in Wien statt.

### Gruppen
| Gruppe A Metz Handball GK Rostow am Don Vipers Kristiansand Team Esbjerg FTC-Rail Cargo Hungaria CSM Bukarest SG BBM Bietigheim Rokometni Klub Krim | Gruppe B SCM Râmnicu Vâlcea Győri ETO KC ŽRK Budućnost Podgorica Borussia Dortmund PGK ZSKA Moskau Brest Bretagne Handball Odense Håndbold ŽRK Podravka Koprivnica |

### Gruppe A
| Pl. | Verein                  | Sp. | S  | U | N  | Tore      | Diff. | Punkte  |
| --- | ----------------------- | --- | -- | - | -- | --------- | ----- | ------- |
| 1.  | GK Rostow am Don        | 14  | 10 | 1 | 3  | 0331:3080 | +23   | 021:70  |
| 2.  | Metz Handball           | 14  | 10 | 0 | 4  | 0389:3540 | +35   | 020:80  |
| 3.  | CSM Bukarest            | 14  | 8  | 1 | 5  | 0331:3090 | +22   | 017:110 |
| 4.  | FTC-Rail Cargo Hungaria | 14  | 8  | 0 | 6  | 0386:3780 | +8    | 016:120 |
| 5.  | Vipers Kristiansand     | 14  | 7  | 2 | 5  | 0327:3200 | +7    | 016:120 |
| 6.  | Team Esbjerg            | 14  | 5  | 2 | 7  | 0374:3510 | +23   | 012:160 |
| 7.  | Rokometni Klub Krim     | 14  | 2  | 3 | 9  | 0325:3750 | −50   | 07:210  |
| 8.  | SG BBM Bietigheim       | 14  | 1  | 1 | 12 | 0318:3860 | −68   | 03:250  |

| 12. September 2020 18:00 Uhr | FTC-Rail Cargo Hungaria | 25:26   | GK Rostow am Don          | Érd Aréna, Érd Zuschauer: 800 Schiedsrichter: Baďura, Ondogrecula |
| 12. September 2020 18:00 Uhr | meiste Tore: Klujber 7  | (12:16) | meiste Tore: Wjachirewa 6 | Érd Aréna, Érd Zuschauer: 800 Schiedsrichter: Baďura, Ondogrecula |
| 12. September 2020 18:00 Uhr | Spielbericht            |         |                           | Érd Aréna, Érd Zuschauer: 800 Schiedsrichter: Baďura, Ondogrecula |

| 12. September 2020 18:00 Uhr | Rokometni Klub Krim   | 26:27  | Vipers Kristiansand | Arena Stožice, Ljubljana Zuschauer: 0 Schiedsrichter: Hurich, Bolic |
| 12. September 2020 18:00 Uhr | meiste Tore: Vieira 8 | (9:14) | meiste Tore: Løke 9 | Arena Stožice, Ljubljana Zuschauer: 0 Schiedsrichter: Hurich, Bolic |
| 12. September 2020 18:00 Uhr | Spielbericht          |        |                     | Arena Stožice, Ljubljana Zuschauer: 0 Schiedsrichter: Hurich, Bolic |

| 13. September 2020 14:00 Uhr | SG BBM Bietigheim      | 26:33   | Team Esbjerg            | MHPArena, Ludwigsburg Zuschauer: 350 Schiedsrichter: Lindenbaum, Laron |
| 13. September 2020 14:00 Uhr | meiste Tore: Maidhof 5 | (12:19) | meiste Tore: Jacobsen 8 | MHPArena, Ludwigsburg Zuschauer: 350 Schiedsrichter: Lindenbaum, Laron |
| 13. September 2020 14:00 Uhr | Spielbericht           |         |                         | MHPArena, Ludwigsburg Zuschauer: 350 Schiedsrichter: Lindenbaum, Laron |

| 13. September 2020 16:00 Uhr | CSM Bukarest          | 31:26   | Metz Handball                       | Sala Polivalenta Ioan Kunst Ghermănescu, Bukarest Zuschauer: 0 Schiedsrichter: Jurinović, Mrvica |
| 13. September 2020 16:00 Uhr | meiste Tore: Neagu 12 | (17:10) | meiste Tore: Perederij, Stanko je 4 | Sala Polivalenta Ioan Kunst Ghermănescu, Bukarest Zuschauer: 0 Schiedsrichter: Jurinović, Mrvica |
| 13. September 2020 16:00 Uhr | Spielbericht          |         |                                     | Sala Polivalenta Ioan Kunst Ghermănescu, Bukarest Zuschauer: 0 Schiedsrichter: Jurinović, Mrvica |

| 19. September 2020 16:00 Uhr | GK Rostow am Don           | 23:23   | Rokometni Klub Krim   | Sportpalast Rostow am Don, Rostow am Don Zuschauer: 1.400 Schiedsrichter: Kulik, Nabokau |
| 19. September 2020 16:00 Uhr | meiste Tore: Wjachirewa 10 | (12:14) | meiste Tore: Vieira 9 | Sportpalast Rostow am Don, Rostow am Don Zuschauer: 1.400 Schiedsrichter: Kulik, Nabokau |
| 19. September 2020 16:00 Uhr | Spielbericht               |         |                       | Sportpalast Rostow am Don, Rostow am Don Zuschauer: 1.400 Schiedsrichter: Kulik, Nabokau |

| 20. September 2020 14:00 Uhr | Metz Handball             | 36:27  | SG BBM Bietigheim      | Palais omnisports Les Arènes, Metz Zuschauer: 2.352 Schiedsrichter: M. Sá, V. Sá |
| 20. September 2020 14:00 Uhr | meiste Tore: Perederij 11 | (18:8) | meiste Tore: Maidhof 8 | Palais omnisports Les Arènes, Metz Zuschauer: 2.352 Schiedsrichter: M. Sá, V. Sá |
| 20. September 2020 14:00 Uhr | Spielbericht              |        |                        | Palais omnisports Les Arènes, Metz Zuschauer: 2.352 Schiedsrichter: M. Sá, V. Sá |

| 20. September 2020 14:00 Uhr | Team Esbjerg        | 29:30   | CSM Bukarest          | Blue Water Dokken, Esbjerg Zuschauer: 450 Schiedsrichter: P. Geraets, R. Geraets |
| 20. September 2020 14:00 Uhr | meiste Tore: Frey 7 | (15:17) | meiste Tore: Neagu 10 | Blue Water Dokken, Esbjerg Zuschauer: 450 Schiedsrichter: P. Geraets, R. Geraets |
| 20. September 2020 14:00 Uhr | Spielbericht        |         |                       | Blue Water Dokken, Esbjerg Zuschauer: 450 Schiedsrichter: P. Geraets, R. Geraets |

| 26. September 2020 18:00 Uhr | SG BBM Bietigheim        | 29:33   | Vipers Kristiansand | MHPArena, Ludwigsburg Zuschauer: 420 Schiedsrichter: Brunner, Salah |
| 26. September 2020 18:00 Uhr | meiste Tore: Lauenroth 8 | (14:15) | meiste Tore: Mørk 9 | MHPArena, Ludwigsburg Zuschauer: 420 Schiedsrichter: Brunner, Salah |
| 26. September 2020 18:00 Uhr | Spielbericht             |         |                     | MHPArena, Ludwigsburg Zuschauer: 420 Schiedsrichter: Brunner, Salah |

| 10. Oktober 2020 16:00 Uhr | Metz Handball         | 33:27   | Rokometni Klub Krim                          | Palais omnisports Les Arènes, Metz Zuschauer: 2.648 Schiedsrichter: Papamattheou, Christidi |
| 10. Oktober 2020 16:00 Uhr | meiste Tore: Stanko 8 | (19:11) | meiste Tore: Sercien-Ugolin, Pletikosić je 6 | Palais omnisports Les Arènes, Metz Zuschauer: 2.648 Schiedsrichter: Papamattheou, Christidi |
| 10. Oktober 2020 16:00 Uhr | Spielbericht          |         |                                              | Palais omnisports Les Arènes, Metz Zuschauer: 2.648 Schiedsrichter: Papamattheou, Christidi |

| 10. Oktober 2020 18:00 Uhr | Vipers Kristiansand    | 30:25   | CSM Bukarest                      | Aquarama Kristiansand, Kristiansand Zuschauer: 200 Schiedsrichter: Līcis, Sondors |
| 10. Oktober 2020 18:00 Uhr | meiste Tore: Arntzen 6 | (14:12) | meiste Tore: Lazović, Pintea je 7 | Aquarama Kristiansand, Kristiansand Zuschauer: 200 Schiedsrichter: Līcis, Sondors |
| 10. Oktober 2020 18:00 Uhr | Spielbericht           |         |                                   | Aquarama Kristiansand, Kristiansand Zuschauer: 200 Schiedsrichter: Līcis, Sondors |

| 11. Oktober 2020 14:00 Uhr | SG BBM Bietigheim        | 31:32   | GK Rostow am Don   | MHPArena, Ludwigsburg Zuschauer: 0 Schiedsrichter: Carmaux, Mursch |
| 11. Oktober 2020 14:00 Uhr | meiste Tore: Lauenroth 7 | (16:17) | meiste Tore: Sen 8 | MHPArena, Ludwigsburg Zuschauer: 0 Schiedsrichter: Carmaux, Mursch |
| 11. Oktober 2020 14:00 Uhr | Spielbericht             |         |                    | MHPArena, Ludwigsburg Zuschauer: 0 Schiedsrichter: Carmaux, Mursch |

| 11. Oktober 2020 14:00 Uhr | Team Esbjerg                     | 21:24  | FTC-Rail Cargo Hungaria  | Blue Water Dokken, Esbjerg Zuschauer: 450 Schiedsrichter: Simone, Monitillo |
| 11. Oktober 2020 14:00 Uhr | meiste Tore: 6 Spielerinnen je 3 | (13:9) | meiste Tore: Kovacsics 6 | Blue Water Dokken, Esbjerg Zuschauer: 450 Schiedsrichter: Simone, Monitillo |
| 11. Oktober 2020 14:00 Uhr | Spielbericht                     |        |                          | Blue Water Dokken, Esbjerg Zuschauer: 450 Schiedsrichter: Simone, Monitillo |

| 17. Oktober 2020 16:00 Uhr | Rokometni Klub Krim           | 28:26   | SG BBM Bietigheim             | Arena Stožice, Ljubljana Zuschauer: 0 Schiedsrichter: Antić, Jakovljević |
| 17. Oktober 2020 16:00 Uhr | meiste Tore: Sercien-Ugolin 7 | (12:16) | meiste Tore: Naidzinavicius 7 | Arena Stožice, Ljubljana Zuschauer: 0 Schiedsrichter: Antić, Jakovljević |
| 17. Oktober 2020 16:00 Uhr | Spielbericht                  |         |                               | Arena Stožice, Ljubljana Zuschauer: 0 Schiedsrichter: Antić, Jakovljević |

| 17. Oktober 2020 16:00 Uhr | GK Rostow am Don                         | 30:26   | Metz Handball          | Palais omnisports Les Arènes, Metz Zuschauer: 1.050 Schiedsrichter: Mitrović, Kažanegra |
| 17. Oktober 2020 16:00 Uhr | meiste Tore: Sen, Zaadi, Wjachirewa je 5 | (16:12) | meiste Tore: Nocandy 6 | Palais omnisports Les Arènes, Metz Zuschauer: 1.050 Schiedsrichter: Mitrović, Kažanegra |
| 17. Oktober 2020 16:00 Uhr | Spielbericht                             |         |                        | Palais omnisports Les Arènes, Metz Zuschauer: 1.050 Schiedsrichter: Mitrović, Kažanegra |

| 18. Oktober 2020 14:00 Uhr | Team Esbjerg            | 27:27   | Vipers Kristiansand                   | Blue Water Dokken, Esbjerg Zuschauer: 450 Schiedsrichter: Doychinov, Goretsov |
| 18. Oktober 2020 14:00 Uhr | meiste Tore: Tranborg 8 | (12:12) | meiste Tore: Sulland, Knedlíková je 4 | Blue Water Dokken, Esbjerg Zuschauer: 450 Schiedsrichter: Doychinov, Goretsov |
| 18. Oktober 2020 14:00 Uhr | Spielbericht            |         |                                       | Blue Water Dokken, Esbjerg Zuschauer: 450 Schiedsrichter: Doychinov, Goretsov |

| 18. Oktober 2020 16:00 Uhr | CSM Bukarest           | 25:19   | FTC-Rail Cargo Hungaria  | Sala Polivalenta Ioan Kunst Ghermănescu, Bukarest Zuschauer: 0 Schiedsrichter: M. Sá, V. Sá |
| 18. Oktober 2020 16:00 Uhr | meiste Tore: Dembélé 9 | (12:10) | meiste Tore: Malestein 5 | Sala Polivalenta Ioan Kunst Ghermănescu, Bukarest Zuschauer: 0 Schiedsrichter: M. Sá, V. Sá |
| 18. Oktober 2020 16:00 Uhr | Spielbericht           |         |                          | Sala Polivalenta Ioan Kunst Ghermănescu, Bukarest Zuschauer: 0 Schiedsrichter: M. Sá, V. Sá |

| 24. Oktober 2020 16:00 Uhr | FTC-Rail Cargo Hungaria   | 32:25   | Rokometni Klub Krim   | Érd Aréna, Érd Zuschauer: 1.000 Schiedsrichter: Vranes, Wenninger |
| 24. Oktober 2020 16:00 Uhr | meiste Tore: Malestein 10 | (14:14) | meiste Tore: Vieira 8 | Érd Aréna, Érd Zuschauer: 1.000 Schiedsrichter: Vranes, Wenninger |
| 24. Oktober 2020 16:00 Uhr | Spielbericht              |         |                       | Érd Aréna, Érd Zuschauer: 1.000 Schiedsrichter: Vranes, Wenninger |

| 24. Oktober 2020 18:00 Uhr | Metz Handball            | 31:29   | Team Esbjerg            | Palais omnisports Les Arènes, Metz Zuschauer: 2.756 Schiedsrichter: Năstase, Stancu |
| 24. Oktober 2020 18:00 Uhr | meiste Tore: Perederij 6 | (18:14) | meiste Tore: Tranborg 8 | Palais omnisports Les Arènes, Metz Zuschauer: 2.756 Schiedsrichter: Năstase, Stancu |
| 24. Oktober 2020 18:00 Uhr | Spielbericht             |         |                         | Palais omnisports Les Arènes, Metz Zuschauer: 2.756 Schiedsrichter: Năstase, Stancu |

| 25. Oktober 2020 16:00 Uhr | SG BBM Bietigheim      | 22:32   | CSM Bukarest                       | MHPArena, Ludwigsburg Zuschauer: 0 Schiedsrichter: Christiansen, Hansen |
| 25. Oktober 2020 16:00 Uhr | meiste Tore: Schulze 6 | (10:14) | meiste Tore: Martín, Omoregie je 7 | MHPArena, Ludwigsburg Zuschauer: 0 Schiedsrichter: Christiansen, Hansen |
| 25. Oktober 2020 16:00 Uhr | Spielbericht           |         |                                    | MHPArena, Ludwigsburg Zuschauer: 0 Schiedsrichter: Christiansen, Hansen |

| 7. November 2020 16:00 Uhr | GK Rostow am Don          | 28:24   | Team Esbjerg            | Sportpalast Rostow am Don, Rostow am Don Zuschauer: 700 Schiedsrichter: Praštalo, Balvan |
| 7. November 2020 16:00 Uhr | meiste Tore: Manaharowa 7 | (15:13) | meiste Tore: Jacobsen 8 | Sportpalast Rostow am Don, Rostow am Don Zuschauer: 700 Schiedsrichter: Praštalo, Balvan |
| 7. November 2020 16:00 Uhr | Spielbericht              |         |                         | Sportpalast Rostow am Don, Rostow am Don Zuschauer: 700 Schiedsrichter: Praštalo, Balvan |

| 7. November 2020 16:00 Uhr | FTC-Rail Cargo Hungaria              | 24:35   | SG BBM Bietigheim                    | Érd Aréna, Érd Zuschauer: 700 Schiedsrichter: C. Bonaventura, J. Bonaventura |
| 7. November 2020 16:00 Uhr | meiste Tore: Kovacsics, Klujber je 7 | (11:14) | meiste Tore: Lauenroth, Maidhof je 7 | Érd Aréna, Érd Zuschauer: 700 Schiedsrichter: C. Bonaventura, J. Bonaventura |
| 7. November 2020 16:00 Uhr | Spielbericht                         |         |                                      | Érd Aréna, Érd Zuschauer: 700 Schiedsrichter: C. Bonaventura, J. Bonaventura |

| 7. November 2020 18:00 Uhr | Rokometni Klub Krim   | 23:25   | CSM Bukarest                      | Arena Stožice, Ljubljana Zuschauer: 0 Schiedsrichter: D. Lončar, Z. Lončar |
| 7. November 2020 18:00 Uhr | meiste Tore: Vieira 8 | (11:12) | meiste Tore: Cabral, Lazović je 5 | Arena Stožice, Ljubljana Zuschauer: 0 Schiedsrichter: D. Lončar, Z. Lončar |
| 7. November 2020 18:00 Uhr | Spielbericht          |         |                                   | Arena Stožice, Ljubljana Zuschauer: 0 Schiedsrichter: D. Lončar, Z. Lončar |

| 14. November 2020 16:00 Uhr | CSM Bukarest           | 22:22   | Rokometni Klub Krim                          | Sala Polivalenta Ioan Kunst Ghermănescu, Bukarest Zuschauer: 0 Schiedsrichter: Mitrović, Kažanegra |
| 14. November 2020 16:00 Uhr | meiste Tore: Lazović 8 | (11:11) | meiste Tore: Sercien-Ugolin, Pletikosić je 6 | Sala Polivalenta Ioan Kunst Ghermănescu, Bukarest Zuschauer: 0 Schiedsrichter: Mitrović, Kažanegra |
| 14. November 2020 16:00 Uhr | Spielbericht           |         |                                              | Sala Polivalenta Ioan Kunst Ghermănescu, Bukarest Zuschauer: 0 Schiedsrichter: Mitrović, Kažanegra |

| 15. November 2020 14:00 Uhr | Team Esbjerg            | 24:25   | GK Rostow am Don          | Blue Water Dokken, Esbjerg Zuschauer: 450 Schiedsrichter: Papamattheou, Christidi |
| 15. November 2020 14:00 Uhr | meiste Tore: Breistøl 6 | (12:13) | meiste Tore: Manaharowa 6 | Blue Water Dokken, Esbjerg Zuschauer: 450 Schiedsrichter: Papamattheou, Christidi |
| 15. November 2020 14:00 Uhr | Spielbericht            |         |                           | Blue Water Dokken, Esbjerg Zuschauer: 450 Schiedsrichter: Papamattheou, Christidi |

| 15. November 2020 14:00 Uhr | SG BBM Bietigheim    | 25:29  | FTC-Rail Cargo Hungaria | MHPArena, Ludwigsburg Zuschauer: 0 Schiedsrichter: Năstase, Stancu |
| 15. November 2020 14:00 Uhr | meiste Tore: Smits 6 | (6:15) | meiste Tore: Klujber 8  | MHPArena, Ludwigsburg Zuschauer: 0 Schiedsrichter: Năstase, Stancu |
| 15. November 2020 14:00 Uhr | Spielbericht         |        |                         | MHPArena, Ludwigsburg Zuschauer: 0 Schiedsrichter: Năstase, Stancu |

| 19. November 2020 17:00 Uhr | CSM Bukarest          | 22:27   | GK Rostow am Don          | Sala Polivalenta Ioan Kunst Ghermănescu, Bukarest Zuschauer: 0 Schiedsrichter: Bethmann, Tzaferopoulos |
| 19. November 2020 17:00 Uhr | meiste Tore: Neagu 11 | (10:16) | meiste Tore: Wjachirewa 5 | Sala Polivalenta Ioan Kunst Ghermănescu, Bukarest Zuschauer: 0 Schiedsrichter: Bethmann, Tzaferopoulos |
| 19. November 2020 17:00 Uhr | Spielbericht          |         |                           | Sala Polivalenta Ioan Kunst Ghermănescu, Bukarest Zuschauer: 0 Schiedsrichter: Bethmann, Tzaferopoulos |

| 21. November 2020 16:00 Uhr | Rokometni Klub Krim           | 26:32   | FTC-Rail Cargo Hungaria            | Arena Stožice, Ljubljana Zuschauer: 0 Schiedsrichter: Mandák, Rudinský |
| 21. November 2020 16:00 Uhr | meiste Tore: Sercien-Ugolin 6 | (13:13) | meiste Tore: Malestein, Háfra je 8 | Arena Stožice, Ljubljana Zuschauer: 0 Schiedsrichter: Mandák, Rudinský |
| 21. November 2020 16:00 Uhr | Spielbericht                  |         |                                    | Arena Stožice, Ljubljana Zuschauer: 0 Schiedsrichter: Mandák, Rudinský |

| 22. November 2020 14:00 Uhr | Team Esbjerg                     | 25:28   | Metz Handball                       | Blue Water Dokken, Esbjerg Zuschauer: 450 Schiedsrichter: Ciulei, Stoia |
| 22. November 2020 14:00 Uhr | meiste Tore: Pena, Tranborg je 5 | (16:12) | meiste Tore: Nocandy, Burgaard je 5 | Blue Water Dokken, Esbjerg Zuschauer: 450 Schiedsrichter: Ciulei, Stoia |
| 22. November 2020 14:00 Uhr | Spielbericht                     |         |                                     | Blue Water Dokken, Esbjerg Zuschauer: 450 Schiedsrichter: Ciulei, Stoia |

| 9. Januar 2021 16:00 Uhr | FTC-Rail Cargo Hungaria                | 31:27   | CSM Bukarest         | Elek Gyula Aréna, Budapest Zuschauer: 0 Schiedsrichter: Roschkow, Nowikow |
| 9. Januar 2021 16:00 Uhr | meiste Tore: Bölk, Háfra, Klujber je 5 | (14:16) | meiste Tore: Neagu 9 | Elek Gyula Aréna, Budapest Zuschauer: 0 Schiedsrichter: Roschkow, Nowikow |
| 9. Januar 2021 16:00 Uhr | Spielbericht                           |         |                      | Elek Gyula Aréna, Budapest Zuschauer: 0 Schiedsrichter: Roschkow, Nowikow |

| 9. Januar 2021 18:00 Uhr | Vipers Kristiansand  | 28:28   | Team Esbjerg                     | Aquarama Kristiansand, Kristiansand Zuschauer: 200 Schiedsrichter: Lesiak, Lidacka |
| 9. Januar 2021 18:00 Uhr | meiste Tore: Mørk 10 | (16:14) | meiste Tore: Pena, Jacobsen je 7 | Aquarama Kristiansand, Kristiansand Zuschauer: 200 Schiedsrichter: Lesiak, Lidacka |
| 9. Januar 2021 18:00 Uhr | Spielbericht         |         |                                  | Aquarama Kristiansand, Kristiansand Zuschauer: 200 Schiedsrichter: Lesiak, Lidacka |

| 10. Januar 2021 14:00 Uhr | SG BBM Bietigheim    | 22:22   | Rokometni Klub Krim            | MHPArena, Ludwigsburg Zuschauer: 0 Schiedsrichter: Alpaidse, Berjoskina |
| 10. Januar 2021 14:00 Uhr | meiste Tore: Smits 6 | (14:10) | meiste Tore: Gomilar Zickero 5 | MHPArena, Ludwigsburg Zuschauer: 0 Schiedsrichter: Alpaidse, Berjoskina |
| 10. Januar 2021 14:00 Uhr | Spielbericht         |         |                                | MHPArena, Ludwigsburg Zuschauer: 0 Schiedsrichter: Alpaidse, Berjoskina |

| 10. Januar 2021 16:00 Uhr | Metz Handball        | 27:26   | GK Rostow am Don          | Palais omnisports Les Arènes, Metz Zuschauer: 0 Schiedsrichter: Álvarez Mata, Bustamante López |
| 10. Januar 2021 16:00 Uhr | meiste Tore: Kanor 6 | (14:13) | meiste Tore: Wjachirewa 5 | Palais omnisports Les Arènes, Metz Zuschauer: 0 Schiedsrichter: Álvarez Mata, Bustamante López |
| 10. Januar 2021 16:00 Uhr | Spielbericht         |         |                           | Palais omnisports Les Arènes, Metz Zuschauer: 0 Schiedsrichter: Álvarez Mata, Bustamante López |

| 16. Januar 2021 12:00 Uhr | GK Rostow am Don                     | 27:21  | SG BBM Bietigheim                    | Sportpalast Rostow am Don, Rostow am Don Zuschauer: 750 Schiedsrichter: Şimşek, Ünlü Hatipoğlu |
| 16. Januar 2021 12:00 Uhr | meiste Tore: Kusnezowa, Frolowa je 5 | (15:9) | meiste Tore: Berger, Østergaard je 4 | Sportpalast Rostow am Don, Rostow am Don Zuschauer: 750 Schiedsrichter: Şimşek, Ünlü Hatipoğlu |
| 16. Januar 2021 12:00 Uhr | Spielbericht                         |        |                                      | Sportpalast Rostow am Don, Rostow am Don Zuschauer: 750 Schiedsrichter: Şimşek, Ünlü Hatipoğlu |

| 16. Januar 2021 16:00 Uhr | CSM Bukarest          | 22:29  | Vipers Kristiansand                     | Sala Polivalenta Ioan Kunst Ghermănescu, Bukarest Zuschauer: 0 Schiedsrichter: Mošorinski, Pandžić |
| 16. Januar 2021 16:00 Uhr | meiste Tore: Neagu 10 | (9:14) | meiste Tore: Jana Knedlíková, Mørk je 5 | Sala Polivalenta Ioan Kunst Ghermănescu, Bukarest Zuschauer: 0 Schiedsrichter: Mošorinski, Pandžić |
| 16. Januar 2021 16:00 Uhr | Spielbericht          |        |                                         | Sala Polivalenta Ioan Kunst Ghermănescu, Bukarest Zuschauer: 0 Schiedsrichter: Mošorinski, Pandžić |

| 16. Januar 2021 16:00 Uhr | FTC-Rail Cargo Hungaria | 24:28   | Team Esbjerg           | Elek Gyula Aréna, Budapest Zuschauer: 20 Schiedsrichter: Bethmann, Tzaferopoulos |
| 16. Januar 2021 16:00 Uhr | meiste Tore: Bölk 9     | (12:13) | meiste Tore: Solberg 8 | Elek Gyula Aréna, Budapest Zuschauer: 20 Schiedsrichter: Bethmann, Tzaferopoulos |
| 16. Januar 2021 16:00 Uhr | Spielbericht            |         |                        | Elek Gyula Aréna, Budapest Zuschauer: 20 Schiedsrichter: Bethmann, Tzaferopoulos |

| 16. Januar 2021 18:00 Uhr | Rokometni Klub Krim           | 22:26   | Metz Handball        | Arena Stožice, Ljubljana Zuschauer: 0 Schiedsrichter: Doychinov, Goretsov |
| 16. Januar 2021 18:00 Uhr | meiste Tore: Sercien-Ugolin 5 | (10:14) | meiste Tore: Sajka 5 | Arena Stožice, Ljubljana Zuschauer: 0 Schiedsrichter: Doychinov, Goretsov |
| 16. Januar 2021 18:00 Uhr | Spielbericht                  |         |                      | Arena Stožice, Ljubljana Zuschauer: 0 Schiedsrichter: Doychinov, Goretsov |

| 20. Januar 2021 18:45 Uhr | FTC-Rail Cargo Hungaria    | 32:30   | Metz Handball          | Elek Gyula Aréna, Budapest Zuschauer: 0 Schiedsrichter: Cindrić, Gonzurek |
| 20. Januar 2021 18:45 Uhr | meiste Tore: Szucsánszki 7 | (18:15) | meiste Tore: Nocandy 8 | Elek Gyula Aréna, Budapest Zuschauer: 0 Schiedsrichter: Cindrić, Gonzurek |
| 20. Januar 2021 18:45 Uhr | Spielbericht               |         |                        | Elek Gyula Aréna, Budapest Zuschauer: 0 Schiedsrichter: Cindrić, Gonzurek |

| 24. Januar 2021 16:00 Uhr | Team Esbjerg             | 33:23   | Rokometni Klub Krim           | Blue Water Dokken, Esbjerg Zuschauer: 0 Schiedsrichter: Năstase, Stancu |
| 24. Januar 2021 16:00 Uhr | meiste Tore: Tranborg 10 | (16:11) | meiste Tore: Sercien-Ugolin 6 | Blue Water Dokken, Esbjerg Zuschauer: 0 Schiedsrichter: Năstase, Stancu |
| 24. Januar 2021 16:00 Uhr | Spielbericht             |         |                               | Blue Water Dokken, Esbjerg Zuschauer: 0 Schiedsrichter: Năstase, Stancu |

| 24. Januar 2021 16:00 Uhr | Metz Handball                           | 30:29   | FTC-Rail Cargo Hungaria  | Palais omnisports Les Arènes, Metz Zuschauer: 0 Schiedsrichter: Antić, Jakovljević |
| 24. Januar 2021 16:00 Uhr | meiste Tore: N'Gouan, Sajka, Kanor je 5 | (14:17) | meiste Tore: Malestein 6 | Palais omnisports Les Arènes, Metz Zuschauer: 0 Schiedsrichter: Antić, Jakovljević |
| 24. Januar 2021 16:00 Uhr | Spielbericht                            |         |                          | Palais omnisports Les Arènes, Metz Zuschauer: 0 Schiedsrichter: Antić, Jakovljević |

| 3. Februar 2021 18:45 Uhr | Metz Handball                    | 28:29   | Vipers Kristiansand | Palais omnisports Les Arènes, Metz Zuschauer: 0 Schiedsrichter: M. Sá, V. Sá |
| 3. Februar 2021 18:45 Uhr | meiste Tore: N'Gouan, Kanor je 6 | (11:13) | meiste Tore: Mørk 8 | Palais omnisports Les Arènes, Metz Zuschauer: 0 Schiedsrichter: M. Sá, V. Sá |
| 3. Februar 2021 18:45 Uhr | Spielbericht                     |         |                     | Palais omnisports Les Arènes, Metz Zuschauer: 0 Schiedsrichter: M. Sá, V. Sá |

| 6. Februar 2021 16:00 Uhr | Rokometni Klub Krim       | 28:27   | GK Rostow am Don         | Hala Tivoli, Ljubljana Zuschauer: 0 Schiedsrichter: Kažanegra, Mitrović |
| 6. Februar 2021 16:00 Uhr | meiste Tore: Pletikosić 9 | (17:15) | meiste Tore: Kusnezowa 8 | Hala Tivoli, Ljubljana Zuschauer: 0 Schiedsrichter: Kažanegra, Mitrović |
| 6. Februar 2021 16:00 Uhr | Spielbericht              |         |                          | Hala Tivoli, Ljubljana Zuschauer: 0 Schiedsrichter: Kažanegra, Mitrović |

| 6. Februar 2021 16:00 Uhr | CSM Bukarest         | 28:26   | Team Esbjerg            | Sala Polivalenta Ioan Kunst Ghermănescu, Bukarest Zuschauer: 0 Schiedsrichter: Ilieva, Karbeska |
| 6. Februar 2021 16:00 Uhr | meiste Tore: Neagu 7 | (15:10) | meiste Tore: Jacobsen 6 | Sala Polivalenta Ioan Kunst Ghermănescu, Bukarest Zuschauer: 0 Schiedsrichter: Ilieva, Karbeska |
| 6. Februar 2021 16:00 Uhr | Spielbericht         |         |                         | Sala Polivalenta Ioan Kunst Ghermănescu, Bukarest Zuschauer: 0 Schiedsrichter: Ilieva, Karbeska |

| 6. Februar 2021 16:00 Uhr | FTC-Rail Cargo Hungaria | 30:28   | Vipers Kristiansand | Elek Gyula Aréna, Budapest Zuschauer: 0 Schiedsrichter: Budzák, Záhradník |
| 6. Februar 2021 16:00 Uhr | meiste Tore: Klujber 7  | (14:11) | meiste Tore: Aune 7 | Elek Gyula Aréna, Budapest Zuschauer: 0 Schiedsrichter: Budzák, Záhradník |
| 6. Februar 2021 16:00 Uhr | Spielbericht            |         |                     | Elek Gyula Aréna, Budapest Zuschauer: 0 Schiedsrichter: Budzák, Záhradník |

| 7. Februar 2021 16:00 Uhr | SG BBM Bietigheim              | 25:33   | Metz Handball         | MHPArena, Ludwigsburg Zuschauer: 0 Schiedsrichter: Panayides, Andreou |
| 7. Februar 2021 16:00 Uhr | meiste Tore: Naidzinavicius 10 | (12:16) | meiste Tore: Stanko 8 | MHPArena, Ludwigsburg Zuschauer: 0 Schiedsrichter: Panayides, Andreou |
| 7. Februar 2021 16:00 Uhr | Spielbericht                   |         |                       | MHPArena, Ludwigsburg Zuschauer: 0 Schiedsrichter: Panayides, Andreou |

| 8. Februar 2021 17:30 Uhr | Vipers Kristiansand    | 26:31 | FTC-Rail Cargo Hungaria  | Elek Gyula Aréna, Budapest Zuschauer: 0 Schiedsrichter: Mošorinski, Pandžić |
| 8. Februar 2021 17:30 Uhr | meiste Tore: Reistad 6 |       | meiste Tore: Kovacsics 8 | Elek Gyula Aréna, Budapest Zuschauer: 0 Schiedsrichter: Mošorinski, Pandžić |
| 8. Februar 2021 17:30 Uhr | Spielbericht           |       |                          | Elek Gyula Aréna, Budapest Zuschauer: 0 Schiedsrichter: Mošorinski, Pandžić |

| 10. Februar 2021 18:45 Uhr | Vipers Kristiansand                | 23:24   | GK Rostow am Don          | Érd Aréna, Érd Zuschauer: 0 Schiedsrichter: Andorka, Hucker |
| 10. Februar 2021 18:45 Uhr | meiste Tore: Mørk, Knedlíková je 4 | (16:15) | meiste Tore: Wjachirewa 5 | Érd Aréna, Érd Zuschauer: 0 Schiedsrichter: Andorka, Hucker |
| 10. Februar 2021 18:45 Uhr | Spielbericht                       |         |                           | Érd Aréna, Érd Zuschauer: 0 Schiedsrichter: Andorka, Hucker |

| 13. Februar 2021 18:00 Uhr | Vipers Kristiansand  | 37:30   | Rokometni Klub Krim        | Hala Tivoli, Ljubljana Zuschauer: 0 Schiedsrichter: Praštalo, Balvan |
| 13. Februar 2021 18:00 Uhr | meiste Tore: Dahl 11 | (16:15) | meiste Tore: Pletikosić 11 | Hala Tivoli, Ljubljana Zuschauer: 0 Schiedsrichter: Praštalo, Balvan |
| 13. Februar 2021 18:00 Uhr | Spielbericht         |         |                            | Hala Tivoli, Ljubljana Zuschauer: 0 Schiedsrichter: Praštalo, Balvan |

| 13. Februar 2021 16:00 Uhr | GK Rostow am Don          | 26:24   | FTC-Rail Cargo Hungaria  | Sportpalast Rostow am Don, Rostow am Don Zuschauer: 1.250 Schiedsrichter: Ilieva, Karbeska |
| 13. Februar 2021 16:00 Uhr | meiste Tore: Manaharowa 7 | (12:12) | meiste Tore: Malestein 8 | Sportpalast Rostow am Don, Rostow am Don Zuschauer: 1.250 Schiedsrichter: Ilieva, Karbeska |
| 13. Februar 2021 16:00 Uhr | Spielbericht              |         |                          | Sportpalast Rostow am Don, Rostow am Don Zuschauer: 1.250 Schiedsrichter: Ilieva, Karbeska |

| 13. Februar 2021 16:00 Uhr | Metz Handball        | 25:22   | CSM Bukarest         | Palais omnisports Les Arènes, Metz Zuschauer: 0 Schiedsrichter: Vranes, Wenninger |
| 13. Februar 2021 16:00 Uhr | meiste Tore: Sajka 6 | (16:12) | meiste Tore: Neagu 8 | Palais omnisports Les Arènes, Metz Zuschauer: 0 Schiedsrichter: Vranes, Wenninger |
| 13. Februar 2021 16:00 Uhr | Spielbericht         |         |                      | Palais omnisports Les Arènes, Metz Zuschauer: 0 Schiedsrichter: Vranes, Wenninger |

| 14. Februar 2021 14:00 Uhr | Team Esbjerg            | 37:29   | SG BBM Bietigheim                        | Blue Water Dokken, Esbjerg Zuschauer: 0 Schiedsrichter: A. Smailagic, S. Smailagic |
| 14. Februar 2021 14:00 Uhr | meiste Tore: Breistøl 7 | (18:14) | meiste Tore: Berger, Naidzinavicius je 6 | Blue Water Dokken, Esbjerg Zuschauer: 0 Schiedsrichter: A. Smailagic, S. Smailagic |
| 14. Februar 2021 14:00 Uhr | Spielbericht            |         |                                          | Blue Water Dokken, Esbjerg Zuschauer: 0 Schiedsrichter: A. Smailagic, S. Smailagic |

|              | GK Rostow am Don | 10:0 *       | Vipers Kristiansand |  |
| meiste Tore: |                  | meiste Tore: |                     |  |
|              |                  |              |                     |  |

|              | GK Rostow am Don | 0:10 *       | CSM Bukarest |  |
| meiste Tore: |                  | meiste Tore: |              |  |
|              |                  |              |              |  |

|              | Vipers Kristiansand | 10:0 *       | SG BBM Bietigheim |  |
| meiste Tore: |                     | meiste Tore: |                   |  |
|              |                     |              |                   |  |

|              | Rokometni Klub Krim | 0:10 *       | Team Esbjerg |  |
| meiste Tore: |                     | meiste Tore: |              |  |
|              |                     |              |              |  |

|              | CSM Bukarest | 10:0 *       | SG BBM Bietigheim |  |
| meiste Tore: |              | meiste Tore: |                   |  |
|              |              |              |                   |  |

|              | Vipers Kristiansand | 0:10 *       | Metz Handball |  |
| meiste Tore: |                     | meiste Tore: |               |  |
|              |                     |              |               |  |

### Gruppe B
| Pl. | Verein                  | Sp. | S  | U | N  | Tore      | Diff. | Punkte  |
| --- | ----------------------- | --- | -- | - | -- | --------- | ----- | ------- |
| 1.  | Győri ETO KC            | 14  | 10 | 4 | 0  | 0457:3530 | +104  | 024:40  |
| 2.  | PGK ZSKA Moskau         | 14  | 11 | 1 | 2  | 0404:3500 | +54   | 023:50  |
| 3.  | Brest Bretagne Handball | 14  | 6  | 5 | 3  | 0384:3490 | +35   | 017:110 |
| 4.  | Odense Håndbold         | 14  | 6  | 1 | 7  | 0384:3700 | +14   | 013:150 |
| 5.  | ŽRK Budućnost Podgorica | 14  | 5  | 2 | 7  | 0363:3770 | −14   | 012:160 |
| 6.  | SCM Râmnicu Vâlcea      | 14  | 5  | 0 | 9  | 0263:3190 | −56   | 010:180 |
| 7.  | Borussia Dortmund       | 14  | 4  | 1 | 9  | 0347:3910 | −44   | 09:190  |
| 8.  | ŽRK Podravka Koprivnica | 14  | 2  | 0 | 12 | 0326:4190 | −93   | 04:240  |

| 12. September 2020 16:00 Uhr | PGK ZSKA Moskau                 | 27:27   | Győri ETO KC               | Dinamo Sport Palast, Moskau Zuschauer: 526 Schiedsrichter: I. Covalciuc, A. Covalciuc |
| 12. September 2020 16:00 Uhr | meiste Tore: Michailitschenko 7 | (14:14) | meiste Tore: Kristiansen 7 | Dinamo Sport Palast, Moskau Zuschauer: 526 Schiedsrichter: I. Covalciuc, A. Covalciuc |
| 12. September 2020 16:00 Uhr | Spielbericht                    |         |                            | Dinamo Sport Palast, Moskau Zuschauer: 526 Schiedsrichter: I. Covalciuc, A. Covalciuc |

| 12. September 2020 16:00 Uhr | Odense Håndbold      | 32:27   | Borussia Dortmund                | Sydbank Arena, Odense Zuschauer: 381 Schiedsrichter: Panayides, Andreou |
| 12. September 2020 16:00 Uhr | meiste Tore: Groot 8 | (13:13) | meiste Tore: Gutiérrez Bermejo 8 | Sydbank Arena, Odense Zuschauer: 381 Schiedsrichter: Panayides, Andreou |
| 12. September 2020 16:00 Uhr | Spielbericht         |         |                                  | Sydbank Arena, Odense Zuschauer: 381 Schiedsrichter: Panayides, Andreou |

| 12. September 2020 18:00 Uhr | Brest Bretagne Handball | 28:21   | SCM Râmnicu Vâlcea   | Brest Arena, Brest Zuschauer: 2.895 Schiedsrichter: Freitas, Carvalho |
| 12. September 2020 18:00 Uhr | meiste Tore: Gros 8     | (12:12) | meiste Tore: López 4 | Brest Arena, Brest Zuschauer: 2.895 Schiedsrichter: Freitas, Carvalho |
| 12. September 2020 18:00 Uhr | Spielbericht            |         |                      | Brest Arena, Brest Zuschauer: 2.895 Schiedsrichter: Freitas, Carvalho |

| 13. September 2020 16:00 Uhr | ŽRK Podravka Koprivnica | 29:26   | ŽRK Budućnost Podgorica | Gimnazija Fran Galović, Koprivnica Zuschauer: 100 Schiedsrichter: Álvarez Mata, Bustamante López |
| 13. September 2020 16:00 Uhr | meiste Tore: Turk 6     | (12:17) | meiste Tore: Lekić 9    | Gimnazija Fran Galović, Koprivnica Zuschauer: 100 Schiedsrichter: Álvarez Mata, Bustamante López |
| 13. September 2020 16:00 Uhr | Spielbericht            |         |                         | Gimnazija Fran Galović, Koprivnica Zuschauer: 100 Schiedsrichter: Álvarez Mata, Bustamante López |

| 19. September 2020 16:00 Uhr | SCM Râmnicu Vâlcea             | 21:30   | Odense Håndbold      | Sala Sporturilor Traian, Râmnicu Vâlcea Zuschauer: 0 Schiedsrichter: S. Yovchev, Z. Yovchev |
| 19. September 2020 16:00 Uhr | meiste Tore: Fernández Fraga 6 | (10:13) | meiste Tore: Cohrt 8 | Sala Sporturilor Traian, Râmnicu Vâlcea Zuschauer: 0 Schiedsrichter: S. Yovchev, Z. Yovchev |
| 19. September 2020 16:00 Uhr | Spielbericht                   |         |                      | Sala Sporturilor Traian, Râmnicu Vâlcea Zuschauer: 0 Schiedsrichter: S. Yovchev, Z. Yovchev |

| 19. September 2020 16:00 Uhr | Győri ETO KC           | 43:28   | ŽRK Podravka Koprivnica                 | Audi Arena, Győr Zuschauer: 1.882 Schiedsrichter: Lidacka, Lesiak |
| 19. September 2020 16:00 Uhr | meiste Tore: Oftedal 8 | (17:16) | meiste Tore: Milosavljević, Carlos je 8 | Audi Arena, Győr Zuschauer: 1.882 Schiedsrichter: Lidacka, Lesiak |
| 19. September 2020 16:00 Uhr | Spielbericht           |         |                                         | Audi Arena, Győr Zuschauer: 1.882 Schiedsrichter: Lidacka, Lesiak |

| 19. September 2020 18:00 Uhr | ŽRK Budućnost Podgorica | 22:25   | PGK ZSKA Moskau                                      | Sportski centar Morača, Podgorica Zuschauer: 20 Schiedsrichter: Mitrevski, Todorovski |
| 19. September 2020 18:00 Uhr | meiste Tore: Maslowa 6  | (13:13) | meiste Tore: Dmitrijewa, Wedjochina, Gorschkowa je 5 | Sportski centar Morača, Podgorica Zuschauer: 20 Schiedsrichter: Mitrevski, Todorovski |
| 19. September 2020 18:00 Uhr | Spielbericht            |         |                                                      | Sportski centar Morača, Podgorica Zuschauer: 20 Schiedsrichter: Mitrevski, Todorovski |

| 20. September 2020 16:00 Uhr | Borussia Dortmund    | 29:41   | Brest Bretagne Handball | Helmut-Körnig-Halle, Dortmund Zuschauer: 300 Schiedsrichter: Bíró, Kiss |
| 20. September 2020 16:00 Uhr | meiste Tore: Amega 5 | (13:23) | meiste Tore: Gros 7     | Helmut-Körnig-Halle, Dortmund Zuschauer: 300 Schiedsrichter: Bíró, Kiss |
| 20. September 2020 16:00 Uhr | Spielbericht         |         |                         | Helmut-Körnig-Halle, Dortmund Zuschauer: 300 Schiedsrichter: Bíró, Kiss |

| 26. September 2020 16:00 Uhr | PGK ZSKA Moskau                 | 30:20   | SCM Râmnicu Vâlcea   | Dinamo Sport Palast, Moskau Zuschauer: 430 Schiedsrichter: Kulik, Nabokau |
| 26. September 2020 16:00 Uhr | meiste Tore: Michailitschenko 9 | (14:11) | meiste Tore: López 4 | Dinamo Sport Palast, Moskau Zuschauer: 430 Schiedsrichter: Kulik, Nabokau |
| 26. September 2020 16:00 Uhr | Spielbericht                    |         |                      | Dinamo Sport Palast, Moskau Zuschauer: 430 Schiedsrichter: Kulik, Nabokau |

| 26. September 2020 16:00 Uhr | ŽRK Podravka Koprivnica | 25:26   | Borussia Dortmund        | Gimnazija Fran Galović, Koprivnica Zuschauer: 100 Schiedsrichter: Beqiri, Krasniqi |
| 26. September 2020 16:00 Uhr | meiste Tore: Tsakalou 7 | (14:15) | meiste Tore: Grijseels 7 | Gimnazija Fran Galović, Koprivnica Zuschauer: 100 Schiedsrichter: Beqiri, Krasniqi |
| 26. September 2020 16:00 Uhr | Spielbericht            |         |                          | Gimnazija Fran Galović, Koprivnica Zuschauer: 100 Schiedsrichter: Beqiri, Krasniqi |

| 27. September 2020 16:00 Uhr | Odense Håndbold         | 30:21  | ŽRK Budućnost Podgorica             | Sydbank Arena, Odense Zuschauer: 387 Schiedsrichter: Braseth, Sundet |
| 27. September 2020 16:00 Uhr | meiste Tore: Quintino 8 | (12:8) | meiste Tore: Lekić, Mehmedović je 6 | Sydbank Arena, Odense Zuschauer: 387 Schiedsrichter: Braseth, Sundet |
| 27. September 2020 16:00 Uhr | Spielbericht            |        |                                     | Sydbank Arena, Odense Zuschauer: 387 Schiedsrichter: Braseth, Sundet |

| 27. September 2020 16:00 Uhr | Brest Bretagne Handball | 25:25   | Győri ETO KC                                | Brest Arena, Brest Zuschauer: 3.500 Schiedsrichter: Doychinov, Goretsov |
| 27. September 2020 16:00 Uhr | meiste Tore: Gros 9     | (12:12) | meiste Tore: Nze Minko, Lukács, Hansen je 4 | Brest Arena, Brest Zuschauer: 3.500 Schiedsrichter: Doychinov, Goretsov |
| 27. September 2020 16:00 Uhr | Spielbericht            |         |                                             | Brest Arena, Brest Zuschauer: 3.500 Schiedsrichter: Doychinov, Goretsov |

| 10. Oktober 2020 18:00 Uhr | ŽRK Budućnost Podgorica             | 22:22   | Brest Bretagne Handball  | Sportski centar Morača, Podgorica Zuschauer: 10 Schiedsrichter: Alpaidse, Berjoskina |
| 10. Oktober 2020 18:00 Uhr | meiste Tore: Radičević, Pineau je 6 | (12:12) | meiste Tore: Lassource 5 | Sportski centar Morača, Podgorica Zuschauer: 10 Schiedsrichter: Alpaidse, Berjoskina |
| 10. Oktober 2020 18:00 Uhr | Spielbericht                        |         |                          | Sportski centar Morača, Podgorica Zuschauer: 10 Schiedsrichter: Alpaidse, Berjoskina |

| 10. Oktober 2020 18:00 Uhr | Győri ETO KC               | 32:25   | Odense Håndbold        | Audi Arena, Győr Zuschauer: 2.631 Schiedsrichter: Năstase, Stancu |
| 10. Oktober 2020 18:00 Uhr | meiste Tore: Kristiansen 7 | (16:11) | meiste Tore: Abbingh 7 | Audi Arena, Győr Zuschauer: 2.631 Schiedsrichter: Năstase, Stancu |
| 10. Oktober 2020 18:00 Uhr | Spielbericht               |         |                        | Audi Arena, Győr Zuschauer: 2.631 Schiedsrichter: Năstase, Stancu |

| 11. Oktober 2020 16:00 Uhr | Borussia Dortmund         | 28:29   | PGK ZSKA Moskau       | Helmut-Körnig-Halle, Dortmund Zuschauer: 300 Schiedsrichter: A. Smailagic, S. Smailagic |
| 11. Oktober 2020 16:00 Uhr | meiste Tore: Grijseels 10 | (15:11) | meiste Tore: Iljina 8 | Helmut-Körnig-Halle, Dortmund Zuschauer: 300 Schiedsrichter: A. Smailagic, S. Smailagic |
| 11. Oktober 2020 16:00 Uhr | Spielbericht              |         |                       | Helmut-Körnig-Halle, Dortmund Zuschauer: 300 Schiedsrichter: A. Smailagic, S. Smailagic |

| 17. Oktober 2020 18:00 Uhr | Győri ETO KC              | 38:31   | SCM Râmnicu Vâlcea      | Audi Arena, Győr Zuschauer: 2.257 Schiedsrichter: Nowikow, Roschkow |
| 17. Oktober 2020 18:00 Uhr | meiste Tore: Nze Minko 10 | (15:17) | meiste Tore: González 8 | Audi Arena, Győr Zuschauer: 2.257 Schiedsrichter: Nowikow, Roschkow |
| 17. Oktober 2020 18:00 Uhr | Spielbericht              |         |                         | Audi Arena, Győr Zuschauer: 2.257 Schiedsrichter: Nowikow, Roschkow |

| 18. Oktober 2020 14:00 Uhr | Borussia Dortmund                       | 26:28   | ŽRK Budućnost Podgorica              | Helmut-Körnig-Halle, Dortmund Zuschauer: 0 Schiedsrichter: Bounouara, Sami |
| 18. Oktober 2020 14:00 Uhr | meiste Tore: Vollebregt, Grijseels je 6 | (15:13) | meiste Tore: Pineau, Mehmedović je 7 | Helmut-Körnig-Halle, Dortmund Zuschauer: 0 Schiedsrichter: Bounouara, Sami |
| 18. Oktober 2020 14:00 Uhr | Spielbericht                            |         |                                      | Helmut-Körnig-Halle, Dortmund Zuschauer: 0 Schiedsrichter: Bounouara, Sami |

| 18. Oktober 2020 16:00 Uhr | Brest Bretagne Handball         | 28:30   | PGK ZSKA Moskau                 | Brest Arena, Brest Zuschauer: 2.874 Schiedsrichter: Bethmann, Tzaferopoulos |
| 18. Oktober 2020 16:00 Uhr | meiste Tore: Gros, Niakaté je 6 | (13:17) | meiste Tore: Michailitschenko 7 | Brest Arena, Brest Zuschauer: 2.874 Schiedsrichter: Bethmann, Tzaferopoulos |
| 18. Oktober 2020 16:00 Uhr | Spielbericht                    |         |                                 | Brest Arena, Brest Zuschauer: 2.874 Schiedsrichter: Bethmann, Tzaferopoulos |

| 18. Oktober 2020 16:00 Uhr | ŽRK Podravka Koprivnica                 | 17:33   | Odense Håndbold      | Gimnazija Fran Galović, Koprivnica Zuschauer: 100 Schiedsrichter: Praštalo, Balvan |
| 18. Oktober 2020 16:00 Uhr | meiste Tore: Milosavljević, Carlos je 5 | (12:16) | meiste Tore: Elver 5 | Gimnazija Fran Galović, Koprivnica Zuschauer: 100 Schiedsrichter: Praštalo, Balvan |
| 18. Oktober 2020 16:00 Uhr | Spielbericht                            |         |                      | Gimnazija Fran Galović, Koprivnica Zuschauer: 100 Schiedsrichter: Praštalo, Balvan |

| 25. Oktober 2020 16:00 Uhr | Odense Håndbold                         | 24:31   | Brest Bretagne Handball | Sydbank Arena, Odense Zuschauer: 392 Schiedsrichter: Papamattheou, Christidi |
| 25. Oktober 2020 16:00 Uhr | meiste Tore: Groot, Cohrt, Ikehara je 4 | (12:16) | meiste Tore: Gros 14    | Sydbank Arena, Odense Zuschauer: 392 Schiedsrichter: Papamattheou, Christidi |
| 25. Oktober 2020 16:00 Uhr | Spielbericht                            |         |                         | Sydbank Arena, Odense Zuschauer: 392 Schiedsrichter: Papamattheou, Christidi |

| 6. November 2020 18:30 Uhr | Borussia Dortmund                | 24:34   | Győri ETO KC          | Audi Arena, Győr Zuschauer: 987 Schiedsrichter: Vranes, Wenninger |
| 6. November 2020 18:30 Uhr | meiste Tore: Gutiérrez Bermejo 6 | (11:19) | meiste Tore: Amorim 7 | Audi Arena, Győr Zuschauer: 987 Schiedsrichter: Vranes, Wenninger |
| 6. November 2020 18:30 Uhr | Spielbericht                     |         |                       | Audi Arena, Győr Zuschauer: 987 Schiedsrichter: Vranes, Wenninger |

| 8. November 2020 14:00 Uhr | Győri ETO KC                      | 38:25   | Borussia Dortmund                    | Audi Arena, Győr Zuschauer: 969 Schiedsrichter: Mošorinski, Pandžić |
| 8. November 2020 14:00 Uhr | meiste Tore: Amorim, Oftedal je 6 | (19:11) | meiste Tore: Abdulla, Bleckmann je 5 | Audi Arena, Győr Zuschauer: 969 Schiedsrichter: Mošorinski, Pandžić |
| 8. November 2020 14:00 Uhr | Spielbericht                      |         |                                      | Audi Arena, Győr Zuschauer: 969 Schiedsrichter: Mošorinski, Pandžić |

| 8. November 2020 18:00 Uhr | PGK ZSKA Moskau           | 27:23   | Odense Håndbold      | Dinamo Sport Palast, Moskau Zuschauer: 420 Schiedsrichter: Antić, Jakovljević |
| 8. November 2020 18:00 Uhr | meiste Tore: Wedjochina 6 | (14:11) | meiste Tore: Groot 6 | Dinamo Sport Palast, Moskau Zuschauer: 420 Schiedsrichter: Antić, Jakovljević |
| 8. November 2020 18:00 Uhr | Spielbericht              |         |                      | Dinamo Sport Palast, Moskau Zuschauer: 420 Schiedsrichter: Antić, Jakovljević |

| 14. November 2020 16:00 Uhr | ŽRK Podravka Koprivnica       | 29:33   | Brest Bretagne Handball           | Gimnazija Fran Galović, Koprivnica Zuschauer: 0 Schiedsrichter: M. Sá, V. Sá |
| 14. November 2020 16:00 Uhr | meiste Tore: Milosavljević 12 | (14:16) | meiste Tore: Gros, Pop-Lazić je 8 | Gimnazija Fran Galović, Koprivnica Zuschauer: 0 Schiedsrichter: M. Sá, V. Sá |
| 14. November 2020 16:00 Uhr | Spielbericht                  |         |                                   | Gimnazija Fran Galović, Koprivnica Zuschauer: 0 Schiedsrichter: M. Sá, V. Sá |

| 14. November 2020 18:00 Uhr | ŽRK Budućnost Podgorica | 29:28   | SCM Râmnicu Vâlcea      | Bemax Arena, Podgorica Zuschauer: 0 Schiedsrichter: Ilieva, Karbeska |
| 14. November 2020 18:00 Uhr | meiste Tore: Lekić 8    | (15:14) | meiste Tore: Elghaoui 8 | Bemax Arena, Podgorica Zuschauer: 0 Schiedsrichter: Ilieva, Karbeska |
| 14. November 2020 18:00 Uhr | Spielbericht            |         |                         | Bemax Arena, Podgorica Zuschauer: 0 Schiedsrichter: Ilieva, Karbeska |

| 15. November 2020 16:00 Uhr | Odense Håndbold        | 26:25   | PGK ZSKA Moskau       | Sydbank Arena, Odense Zuschauer: 396 Schiedsrichter: Ciulei, Stoia |
| 15. November 2020 16:00 Uhr | meiste Tore: Abbingh 9 | (12:11) | meiste Tore: Iljina 6 | Sydbank Arena, Odense Zuschauer: 396 Schiedsrichter: Ciulei, Stoia |
| 15. November 2020 16:00 Uhr | Spielbericht           |         |                       | Sydbank Arena, Odense Zuschauer: 396 Schiedsrichter: Ciulei, Stoia |

| 16. November 2020 18:00 Uhr | Brest Bretagne Handball             | 32:25   | ŽRK Podravka Koprivnica       | Gimnazija Fran Galović, Koprivnica Zuschauer: 0 Schiedsrichter: Mitrevski, Todorovski |
| 16. November 2020 18:00 Uhr | meiste Tore: Niakaté, Toublanc je 6 | (15:12) | meiste Tore: Milosavljević 11 | Gimnazija Fran Galović, Koprivnica Zuschauer: 0 Schiedsrichter: Mitrevski, Todorovski |
| 16. November 2020 18:00 Uhr | Spielbericht                        |         |                               | Gimnazija Fran Galović, Koprivnica Zuschauer: 0 Schiedsrichter: Mitrevski, Todorovski |

| 21. November 2020 18:00 Uhr | Győri ETO KC            | 34:29   | ŽRK Budućnost Podgorica | Audi Arena, Győr Zuschauer: 0 Schiedsrichter: Antić, Jakovljević |
| 21. November 2020 18:00 Uhr | meiste Tore: Oftedal 10 | (18:16) | meiste Tore: Lekić 11   | Audi Arena, Győr Zuschauer: 0 Schiedsrichter: Antić, Jakovljević |
| 21. November 2020 18:00 Uhr | Spielbericht            |         |                         | Audi Arena, Győr Zuschauer: 0 Schiedsrichter: Antić, Jakovljević |

| 22. November 2020 16:00 Uhr | Brest Bretagne Handball         | 32:21   | Odense Håndbold      | Brest Arena, Brest Zuschauer: 0 Schiedsrichter: Álvarez Mata, Bustamante López |
| 22. November 2020 16:00 Uhr | meiste Tore: Gros, Niakaté je 6 | (15:13) | meiste Tore: Elver 5 | Brest Arena, Brest Zuschauer: 0 Schiedsrichter: Álvarez Mata, Bustamante López |
| 22. November 2020 16:00 Uhr | Spielbericht                    |         |                      | Brest Arena, Brest Zuschauer: 0 Schiedsrichter: Álvarez Mata, Bustamante López |

| 9. Januar 2021 16:00 Uhr | PGK ZSKA Moskau       | 25:24   | Brest Bretagne Handball | Dinamo Sport Palast, Moskau Zuschauer: ? Schiedsrichter: Mitrović, Kažanegra |
| 9. Januar 2021 16:00 Uhr | meiste Tore: Iljina 7 | (12:12) | meiste Tore: Jauković 6 | Dinamo Sport Palast, Moskau Zuschauer: ? Schiedsrichter: Mitrović, Kažanegra |
| 9. Januar 2021 16:00 Uhr | Spielbericht          |         |                         | Dinamo Sport Palast, Moskau Zuschauer: ? Schiedsrichter: Mitrović, Kažanegra |

| 9. Januar 2021 16:00 Uhr | Odense Håndbold    | 35:20   | ŽRK Podravka Koprivnica      | Sydbank Arena, Odense Zuschauer: 1 Schiedsrichter: A. Smailagic, S. Smailagic |
| 9. Januar 2021 16:00 Uhr | meiste Tore: Rej 9 | (18:10) | meiste Tore: Milosavljević 5 | Sydbank Arena, Odense Zuschauer: 1 Schiedsrichter: A. Smailagic, S. Smailagic |
| 9. Januar 2021 16:00 Uhr | Spielbericht       |         |                              | Sydbank Arena, Odense Zuschauer: 1 Schiedsrichter: A. Smailagic, S. Smailagic |

| 9. Januar 2021 18:00 Uhr | ŽRK Budućnost Podgorica   | 31:27   | Borussia Dortmund        | Sportski centar Morača, Podgorica Zuschauer: 0 Schiedsrichter: Praštalo, Balvan |
| 9. Januar 2021 18:00 Uhr | meiste Tore: Radičević 10 | (15:15) | meiste Tore: Grijseels 6 | Sportski centar Morača, Podgorica Zuschauer: 0 Schiedsrichter: Praštalo, Balvan |
| 9. Januar 2021 18:00 Uhr | Spielbericht              |         |                          | Sportski centar Morača, Podgorica Zuschauer: 0 Schiedsrichter: Praštalo, Balvan |

| 10. Januar 2021 16:00 Uhr | SCM Râmnicu Vâlcea        | 20:37   | Győri ETO KC               | Sala Sporturilor Traian, Râmnicu Vâlcea Zuschauer: 0 Schiedsrichter: Antić, Jakovljević |
| 10. Januar 2021 16:00 Uhr | meiste Tore: Minevskaja 4 | (12:19) | meiste Tore: Kristiansen 9 | Sala Sporturilor Traian, Râmnicu Vâlcea Zuschauer: 0 Schiedsrichter: Antić, Jakovljević |
| 10. Januar 2021 16:00 Uhr | Spielbericht              |         |                            | Sala Sporturilor Traian, Râmnicu Vâlcea Zuschauer: 0 Schiedsrichter: Antić, Jakovljević |

| 16. Januar 2021 16:00 Uhr | PGK ZSKA Moskau       | 35:29   | Borussia Dortmund            | Dinamo Sport Palast, Moskau Zuschauer: ? Schiedsrichter: Serdiuc, Sirbu |
| 16. Januar 2021 16:00 Uhr | meiste Tore: Iljina 9 | (19:12) | meiste Tore: Stockschläder 5 | Dinamo Sport Palast, Moskau Zuschauer: ? Schiedsrichter: Serdiuc, Sirbu |
| 16. Januar 2021 16:00 Uhr | Spielbericht          |         |                              | Dinamo Sport Palast, Moskau Zuschauer: ? Schiedsrichter: Serdiuc, Sirbu |

| 17. Januar 2021 16:00 Uhr | ŽRK Podravka Koprivnica      | 25:27   | SCM Râmnicu Vâlcea        | Gimnazija Fran Galović, Koprivnica Zuschauer: 0 Schiedsrichter: Vranes, Wenninger |
| 17. Januar 2021 16:00 Uhr | meiste Tore: Milosavljević 9 | (13:15) | meiste Tore: Minevskaja 7 | Gimnazija Fran Galović, Koprivnica Zuschauer: 0 Schiedsrichter: Vranes, Wenninger |
| 17. Januar 2021 16:00 Uhr | Spielbericht                 |         |                           | Gimnazija Fran Galović, Koprivnica Zuschauer: 0 Schiedsrichter: Vranes, Wenninger |

| 17. Januar 2021 16:00 Uhr | Brest Bretagne Handball          | 28:28   | ŽRK Budućnost Podgorica            | Brest Arena, Brest Zuschauer: 0 Schiedsrichter: Papamattheou, Christidi |
| 17. Januar 2021 16:00 Uhr | meiste Tore: Gros, Coatanea je 5 | (11:18) | meiste Tore: Radičević, Grbić je 6 | Brest Arena, Brest Zuschauer: 0 Schiedsrichter: Papamattheou, Christidi |
| 17. Januar 2021 16:00 Uhr | Spielbericht                     |         |                                    | Brest Arena, Brest Zuschauer: 0 Schiedsrichter: Papamattheou, Christidi |

| 17. Januar 2021 16:00 Uhr | Odense Håndbold         | 32:32   | Győri ETO KC          | Sydbank Arena, Odense Zuschauer: 0 Schiedsrichter: M. Sá, V. Sá |
| 17. Januar 2021 16:00 Uhr | meiste Tore: Abbingh 11 | (18:17) | meiste Tore: Amorim 7 | Sydbank Arena, Odense Zuschauer: 0 Schiedsrichter: M. Sá, V. Sá |
| 17. Januar 2021 16:00 Uhr | Spielbericht            |         |                       | Sydbank Arena, Odense Zuschauer: 0 Schiedsrichter: M. Sá, V. Sá |

| 20. Januar 2021 17:00 Uhr | SCM Râmnicu Vâlcea        | 25:23   | ŽRK Budućnost Podgorica             | Sala Sporturilor Traian, Râmnicu Vâlcea Zuschauer: 0 Schiedsrichter: A. Covalciuc, I. Covalciuc |
| 20. Januar 2021 17:00 Uhr | meiste Tore: Minevskaja 6 | (14:10) | meiste Tore: Radičević, Pineau je 6 | Sala Sporturilor Traian, Râmnicu Vâlcea Zuschauer: 0 Schiedsrichter: A. Covalciuc, I. Covalciuc |
| 20. Januar 2021 17:00 Uhr | Spielbericht              |         |                                     | Sala Sporturilor Traian, Râmnicu Vâlcea Zuschauer: 0 Schiedsrichter: A. Covalciuc, I. Covalciuc |

| 23. Januar 2021 18:00 Uhr | ŽRK Budućnost Podgorica  | 27:24   | Odense Håndbold         | Sportski centar Morača, Podgorica Zuschauer: 0 Schiedsrichter: Miklós, Róbert |
| 23. Januar 2021 18:00 Uhr | meiste Tore: Radičević 9 | (13:10) | meiste Tore: Abbingh 10 | Sportski centar Morača, Podgorica Zuschauer: 0 Schiedsrichter: Miklós, Róbert |
| 23. Januar 2021 18:00 Uhr | Spielbericht             |         |                         | Sportski centar Morača, Podgorica Zuschauer: 0 Schiedsrichter: Miklós, Róbert |

| 23. Januar 2021 18:00 Uhr | Győri ETO KC                          | 27:27   | Brest Bretagne Handball           | Audi Arena, Győr Zuschauer: 0 Schiedsrichter: Vranes, Wenninger |
| 23. Januar 2021 18:00 Uhr | meiste Tore: Amorim, Kristiansen je 7 | (15:15) | meiste Tore: Gros, Lassource je 5 | Audi Arena, Győr Zuschauer: 0 Schiedsrichter: Vranes, Wenninger |
| 23. Januar 2021 18:00 Uhr | Spielbericht                          |         |                                   | Audi Arena, Győr Zuschauer: 0 Schiedsrichter: Vranes, Wenninger |

| 24. Januar 2021 14:00 Uhr | Borussia Dortmund                        | 32:31   | ŽRK Podravka Koprivnica | Helmut-Körnig-Halle, Dortmund Zuschauer: 0 Schiedsrichter: Alpaidse, Berjoskina |
| 24. Januar 2021 14:00 Uhr | meiste Tore: van der Heijden, Smits je 8 | (13:12) | meiste Tore: Tsakalou 7 | Helmut-Körnig-Halle, Dortmund Zuschauer: 0 Schiedsrichter: Alpaidse, Berjoskina |
| 24. Januar 2021 14:00 Uhr | Spielbericht                             |         |                         | Helmut-Körnig-Halle, Dortmund Zuschauer: 0 Schiedsrichter: Alpaidse, Berjoskina |

| 24. Januar 2021 16:00 Uhr | SCM Râmnicu Vâlcea      | 24:34  | PGK ZSKA Moskau         | Sala Sporturilor Traian, Râmnicu Vâlcea Zuschauer: 0 Schiedsrichter: Doychinov, Goretsov |
| 24. Januar 2021 16:00 Uhr | meiste Tore: Elghaoui 7 | (9:17) | meiste Tore: Sudakowa 7 | Sala Sporturilor Traian, Râmnicu Vâlcea Zuschauer: 0 Schiedsrichter: Doychinov, Goretsov |
| 24. Januar 2021 16:00 Uhr | Spielbericht            |        |                         | Sala Sporturilor Traian, Râmnicu Vâlcea Zuschauer: 0 Schiedsrichter: Doychinov, Goretsov |

| 29. Januar 2021 19:00 Uhr | ŽRK Budućnost Podgorica  | 21:26  | Győri ETO KC             | Sportski centar Morača, Podgorica Zuschauer: 0 Schiedsrichter: Şimşek, Ünlü Hatipoğlu |
| 29. Januar 2021 19:00 Uhr | meiste Tore: Radičević 6 | (8:14) | meiste Tore: Nze Minko 6 | Sportski centar Morača, Podgorica Zuschauer: 0 Schiedsrichter: Şimşek, Ünlü Hatipoğlu |
| 29. Januar 2021 19:00 Uhr | Spielbericht             |        |                          | Sportski centar Morača, Podgorica Zuschauer: 0 Schiedsrichter: Şimşek, Ünlü Hatipoğlu |

| 31. Januar 2021 14:00 Uhr | PGK ZSKA Moskau                                  | 30:26   | ŽRK Podravka Koprivnica      | Dinamo Sport Palast, Moskau Zuschauer: 420 Schiedsrichter: Em. Agakischi, Er. Agakischi |
| 31. Januar 2021 14:00 Uhr | meiste Tore: Wedjochina, Skorobogattschenko je 6 | (18:16) | meiste Tore: Milosavljević 7 | Dinamo Sport Palast, Moskau Zuschauer: 420 Schiedsrichter: Em. Agakischi, Er. Agakischi |
| 31. Januar 2021 14:00 Uhr | Spielbericht                                     |         |                              | Dinamo Sport Palast, Moskau Zuschauer: 420 Schiedsrichter: Em. Agakischi, Er. Agakischi |

| 1. Februar 2021 17:00 Uhr | ŽRK Podravka Koprivnica | 20:36   | PGK ZSKA Moskau           | Dinamo Sport Palast, Moskau Zuschauer: 230 Schiedsrichter: Em. Agakischi, Er. Agakischi |
| 1. Februar 2021 17:00 Uhr | meiste Tore: Tsakalou 7 | (10:16) | meiste Tore: Dmitrijewa 6 | Dinamo Sport Palast, Moskau Zuschauer: 230 Schiedsrichter: Em. Agakischi, Er. Agakischi |
| 1. Februar 2021 17:00 Uhr | Spielbericht            |         |                           | Dinamo Sport Palast, Moskau Zuschauer: 230 Schiedsrichter: Em. Agakischi, Er. Agakischi |

| 6. Februar 2021 16:00 Uhr | Brest Bretagne Handball | 33:33   | Borussia Dortmund     | Brest Arena, Brest Zuschauer: 0 Schiedsrichter: P. Geraets, R. Geraets |
| 6. Februar 2021 16:00 Uhr | meiste Tore: Gros 7     | (17:20) | meiste Tore: Smits 11 | Brest Arena, Brest Zuschauer: 0 Schiedsrichter: P. Geraets, R. Geraets |
| 6. Februar 2021 16:00 Uhr | Spielbericht            |         |                       | Brest Arena, Brest Zuschauer: 0 Schiedsrichter: P. Geraets, R. Geraets |

| 6. Februar 2021 18:00 Uhr | ŽRK Podravka Koprivnica | 15:33  | Győri ETO KC                             | Gimnazija Fran Galović, Koprivnica Zuschauer: 0 Schiedsrichter: Christidi, Papamattheou |
| 6. Februar 2021 18:00 Uhr | meiste Tore: Tsakalou 7 | (8:13) | meiste Tore: Kristiansen, Nze Minko je 6 | Gimnazija Fran Galović, Koprivnica Zuschauer: 0 Schiedsrichter: Christidi, Papamattheou |
| 6. Februar 2021 18:00 Uhr | Spielbericht            |        |                                          | Gimnazija Fran Galović, Koprivnica Zuschauer: 0 Schiedsrichter: Christidi, Papamattheou |

| 7. Februar 2021 14:00 Uhr | PGK ZSKA Moskau           | 27:23   | ŽRK Budućnost Podgorica                 | Dinamo Sport Palast, Moskau Zuschauer: ? Schiedsrichter: Kulik, Nabokau |
| 7. Februar 2021 14:00 Uhr | meiste Tore: Wedjochina 5 | (12:10) | meiste Tore: Radičević, Mehmedović je 5 | Dinamo Sport Palast, Moskau Zuschauer: ? Schiedsrichter: Kulik, Nabokau |
| 7. Februar 2021 14:00 Uhr | Spielbericht              |         |                                         | Dinamo Sport Palast, Moskau Zuschauer: ? Schiedsrichter: Kulik, Nabokau |

| 7. Februar 2021 16:00 Uhr | Odense Håndbold                  | 25:26   | SCM Râmnicu Vâlcea        | Sydbank Arena, Odense Zuschauer: 1 Schiedsrichter: Barysas, Petrušis |
| 7. Februar 2021 16:00 Uhr | meiste Tore: Groot, Højlund je 6 | (10:13) | meiste Tore: Minevskaja 6 | Sydbank Arena, Odense Zuschauer: 1 Schiedsrichter: Barysas, Petrušis |
| 7. Februar 2021 16:00 Uhr | Spielbericht                     |         |                           | Sydbank Arena, Odense Zuschauer: 1 Schiedsrichter: Barysas, Petrušis |

| 13. Februar 2021 18:00 Uhr | Győri ETO KC          | 31:24   | PGK ZSKA Moskau                      | Audi Arena, Győr Zuschauer: 0 Schiedsrichter: Ciulei, Stoia |
| 13. Februar 2021 18:00 Uhr | meiste Tore: Lukács 7 | (14:13) | meiste Tore: Wedjochina, Iljina je 4 | Audi Arena, Győr Zuschauer: 0 Schiedsrichter: Ciulei, Stoia |
| 13. Februar 2021 18:00 Uhr | Spielbericht          |         |                                      | Audi Arena, Győr Zuschauer: 0 Schiedsrichter: Ciulei, Stoia |

| 13. Februar 2021 18:00 Uhr | ŽRK Budućnost Podgorica  | 33:26   | ŽRK Podravka Koprivnica | Sportski centar Morača, Podgorica Zuschauer: 0 Schiedsrichter: Doychinov, Goretsov |
| 13. Februar 2021 18:00 Uhr | meiste Tore: Radičević 8 | (13:11) | meiste Tore: Tsakalou 8 | Sportski centar Morača, Podgorica Zuschauer: 0 Schiedsrichter: Doychinov, Goretsov |
| 13. Februar 2021 18:00 Uhr | Spielbericht             |         |                         | Sportski centar Morača, Podgorica Zuschauer: 0 Schiedsrichter: Doychinov, Goretsov |

| 14. Februar 2021 16:00 Uhr | Borussia Dortmund    | 32:24   | Odense Håndbold        | Helmut-Körnig-Halle, Dortmund Zuschauer: 0 Schiedsrichter: Bolic, Hurich |
| 14. Februar 2021 16:00 Uhr | meiste Tore: Smits 7 | (17:12) | meiste Tore: Abbingh 8 | Helmut-Körnig-Halle, Dortmund Zuschauer: 0 Schiedsrichter: Bolic, Hurich |
| 14. Februar 2021 16:00 Uhr | Spielbericht         |         |                        | Helmut-Körnig-Halle, Dortmund Zuschauer: 0 Schiedsrichter: Bolic, Hurich |

|              | SCM Râmnicu Vâlcea | 10:0 *       | Brest Bretagne Handball |  |
| meiste Tore: |                    | meiste Tore: |                         |  |
|              |                    |              |                         |  |

|              | Borussia Dortmund | 0:10 *       | SCM Râmnicu Vâlcea |  |
| meiste Tore: |                   | meiste Tore: |                    |  |
|              |                   |              |                    |  |

|              | SCM Râmnicu Vâlcea | 0:10 *       | ŽRK Podravka Koprivnica |  |
| meiste Tore: |                    | meiste Tore: |                         |  |
|              |                    |              |                         |  |

|              | SCM Râmnicu Vâlcea | 0:10 *       | Borussia Dortmund |  |
| meiste Tore: |                    | meiste Tore: |                   |  |
|              |                    |              |                   |  |

## Achtelfinale
Im Achtelfinale traten die Mannschaften der beiden Vorrundengruppen über Kreuz gegeneinander an.
| Mannschaft 1                             | Mannschaft 2                     | Hinspiel             | Rückspiel            | Gesamt   |
| ---------------------------------------- | -------------------------------- | -------------------- | -------------------- | -------- |
| Vipers Kristiansand Sulland 16           | Odense Håndbold Abbingh 14       | 07.03.2021 18:00 Uhr | 14.03.2021 16:00 Uhr | 65 : 62  |
| Vipers Kristiansand Sulland 16           | Odense Håndbold Abbingh 14       | 35 : 36 (16 : 17)    | 30 : 26 (19 : 14)    | 65 : 62  |
| Vipers Kristiansand Sulland 16           | Odense Håndbold Abbingh 14       | 0 Zuschauer          | 1 Zuschauer          | 65 : 62  |
| Team Esbjerg Tranborg 12                 | Brest Bretagne Handball Gros 21  | 07.03.2021 16:00 Uhr | 14.03.2021 14:00 Uhr | 54 : 63  |
| Team Esbjerg Tranborg 12                 | Brest Bretagne Handball Gros 21  | 27 : 33 (16 : 17)    | 27 : 30 (11 : 19)    | 54 : 63  |
| Team Esbjerg Tranborg 12                 | Brest Bretagne Handball Gros 21  | 0 Zuschauer          | 0 Zuschauer          | 54 : 63  |
| ŽRK Podravka Koprivnica Milosavljević 13 | GK Rostow am Don Krpež Šlezak 13 | 06.03.2021 18:00 Uhr | 14.03.2021 14:00 Uhr | 44 : 71  |
| ŽRK Podravka Koprivnica Milosavljević 13 | GK Rostow am Don Krpež Šlezak 13 | 20 : 29 (10 : 17)    | 24 : 42 (11 : 24)    | 44 : 71  |
| ŽRK Podravka Koprivnica Milosavljević 13 | GK Rostow am Don Krpež Šlezak 13 | 0 Zuschauer          | 2.625 Zuschauer      | 44 : 71  |
| ŽRK Budućnost Podgorica Radičević 16     | FTC-Rail Cargo Hungaria Bölk 10  | 07.03.2021 16:00 Uhr | 13.03.2021 18:00 Uhr | 50 : 48  |
| ŽRK Budućnost Podgorica Radičević 16     | FTC-Rail Cargo Hungaria Bölk 10  | 22 : 19 (11 : 07)    | 28 : 29 (15 : 09)    | 50 : 48  |
| ŽRK Budućnost Podgorica Radičević 16     | FTC-Rail Cargo Hungaria Bölk 10  | 0 Zuschauer          | 0 Zuschauer          | 50 : 48  |
| Borussia Dortmund                        | Metz Handball                    | --.--.2021 --:-- Uhr | --.--.2021 --:-- Uhr | 0 : 20 * |
| Borussia Dortmund                        | Metz Handball                    | 0 : 10 (0 : 00)      | 0 : 10 (0 : 00)      | 0 : 20 * |
| Borussia Dortmund                        | Metz Handball                    | - Zuschauer          | - Zuschauer          | 0 : 20 * |
| SG BBM Bietigheim Naidzinavicius 11      | Győri ETO KC Kristiansen 11      | 07.03.2021 14:00 Uhr | 13.03.2021 16:00 Uhr | 48 : 69  |
| SG BBM Bietigheim Naidzinavicius 11      | Győri ETO KC Kristiansen 11      | 20 : 37 (08 : 18)    | 28 : 32 (16 : 19)    | 48 : 69  |
| SG BBM Bietigheim Naidzinavicius 11      | Győri ETO KC Kristiansen 11      | 0 Zuschauer          | 0 Zuschauer          | 48 : 69  |
| SCM Râmnicu Vâlcea Liščević 12           | CSM Bukarest Neagu 24            | 06.03.2021 16:00 Uhr | 13.03.2021 16:00 Uhr | 51 : 54  |
| SCM Râmnicu Vâlcea Liščević 12           | CSM Bukarest Neagu 24            | 24 : 33 (12 : 13)    | 27 : 21 (15 : 11)    | 51 : 54  |
| SCM Râmnicu Vâlcea Liščević 12           | CSM Bukarest Neagu 24            | 0 Zuschauer          | 0 Zuschauer          | 51 : 54  |
| Rokometni Klub Krim Vieira 14            | PGK ZSKA Moskau Gorschkowa 8     | 06.03.2021 16:00 Uhr | 13.03.2021 16:00 Uhr | 46 : 47  |
| Rokometni Klub Krim Vieira 14            | PGK ZSKA Moskau Gorschkowa 8     | 25 : 20 (12 : 11)    | 21 : 27 (11 : 14)    | 46 : 47  |
| Rokometni Klub Krim Vieira 14            | PGK ZSKA Moskau Gorschkowa 8     | 0 Zuschauer          | 550 Zuschauer        | 46 : 47  |

## Viertelfinale
Im Viertelfinale traten die siegreichen Mannschaften des Achtelfinales gegeneinander an.
| Mannschaft 1                         | Mannschaft 2                 | Hinspiel             | Rückspiel            | Gesamt      |
| ------------------------------------ | ---------------------------- | -------------------- | -------------------- | ----------- |
| CSM Bukarest Neagu 15                | PGK ZSKA Moskau Ristovska 12 | 03.04.2021 16:00 Uhr | 11.04.2021 16:00 Uhr | 51 : 51 (a) |
| CSM Bukarest Neagu 15                | PGK ZSKA Moskau Ristovska 12 | 32 : 27 (20 : 12)    | 19 : 24 (11 : 12)    | 51 : 51 (a) |
| CSM Bukarest Neagu 15                | PGK ZSKA Moskau Ristovska 12 | 0 Zuschauer          | 1.900 Zuschauer      | 51 : 51 (a) |
| Vipers Kristiansand Mørk 14          | GK Rostow am Don Zaadi 18    | 10.04.2021 14:00 Uhr | 11.04.2021 14:00 Uhr | 57 : 50     |
| Vipers Kristiansand Mørk 14          | GK Rostow am Don Zaadi 18    | 34 : 27 (19 : 12)    | 23 : 23 (12 : 11)    | 57 : 50     |
| Vipers Kristiansand Mørk 14          | GK Rostow am Don Zaadi 18    | 2.625 Zuschauer      | 2.352 Zuschauer      | 57 : 50     |
| ŽRK Budućnost Podgorica Radičević 12 | Győri ETO KC Oftedal 9       | 03.04.2021 18:00 Uhr | 10.04.2021 18:00 Uhr | 40 : 54     |
| ŽRK Budućnost Podgorica Radičević 12 | Győri ETO KC Oftedal 9       | 19 : 30 (11 : 16)    | 21 : 24 (11 : 10)    | 40 : 54     |
| ŽRK Budućnost Podgorica Radičević 12 | Győri ETO KC Oftedal 9       | 0 Zuschauer          | 0 Zuschauer          | 40 : 54     |
| Brest Bretagne Handball Gros 14      | Metz Handball Mičijević 9    | 04.04.2021 16:00 Uhr | 10.04.2021 16:00 Uhr | 60 : 50     |
| Brest Bretagne Handball Gros 14      | Metz Handball Mičijević 9    | 34 : 24 (16 : 11)    | 26 : 26 (17 : 14)    | 60 : 50     |
| Brest Bretagne Handball Gros 14      | Metz Handball Mičijević 9    | 0 Zuschauer          | 0 Zuschauer          | 60 : 50     |

## Final Four

### Qualifizierte Teams
Für das Final Four qualifiziert waren:
| Vipers Kristiansand Győri ETO KC Brest Bretagne Handball PGK ZSKA Moskau |

### Halbfinale
Die Halbfinalspiele fanden am 29. Mai 2021 statt. Der Gewinner jeder Partie zog in das Finale der EHF Champions League 2021 ein.
| Mannschaft 1        | Endergebnis                      | Mannschaft 2            | Datum und Zeit          |
| ------------------- | -------------------------------- | ----------------------- | ----------------------- |
| Győri ETO KC        | 25:27 (23:23, 20:20, 8:11) n. S. | Brest Bretagne Handball | 29.05.21, Sa. 15:15 Uhr |
| Vipers Kristiansand | 33:30 (18:12)                    | PGK ZSKA Moskau         | 29.05.21, Sa. 18:00 Uhr |

#### 1. Halbfinale
29. Mai 2021 in Budapest, Papp László Budapest Sportaréna, 2.500 Zuschauer
Győri ETO KC: Glauser, Leynaud, Solberg – Kristiansen (8), Brattset (3), Oftedal (3), Amorim   (3), Görbicz (2), Fodor (2), Nze Minko   (2), Faluvégi (2), Edwige, Kürthi, Hansen, Lukács, Puhalák
Brest Bretagne Handball: Darleux, Toft – Gros (9), Jauković  (5), Pop-Lazić  (4), Toublanc (3), Gulldén (3), Niakaté  (2), Coatanea  (1), Mauny, Tissier, Kobylińska, Lassource, Catani, Foppa, Løseth 
Schiedsrichter:  Marta Sá, Vânia Sá

#### 2. Halbfinale
29. Mai 2021 in Budapest, Papp László Budapest Sportaréna, 2.300 Zuschauer
Vipers Kristiansand: Pedersen, Lunde Haraldsen – Reistad (10), Hegh Arntzen (5), Mørk (5), Løke (5), Tomac (4), Knedlíková   (2), Jonassen  (1), Sulland (1), Refsnes, Aune , Andenæs, Valle Dahl, Yttereng  , Andersen
PGK ZSKA Moskau: Masson, Sedoikina – Wedjochina (7), Iljina (5), Skorobogattschenko  (5), Markowa  (4), Dmitrijewa  (3), Heindahl  (2), Gorschkowa (1), Sudakowa (1), Ristovska (1), Michailitschenko (1), Gorschenina , Tschigirinowa, Jacobsen, Illarionowa 
Schiedsrichter:  Vanja Antić, Jelena Jakovljević

### Kleines Finale
Das Spiel um Platz 3 fand am 30. Mai 2021 statt. Der Gewinner der Partie ist Drittplatzierter der EHF Champions League 2021.
| Mannschaft 1 | Endergebnis  | Mannschaft 2    | Datum und Zeit          |
| ------------ | ------------ | --------------- | ----------------------- |
| Győri ETO KC | 32:21 (18:8) | PGK ZSKA Moskau | 30.05.21, So. 15:15 Uhr |

30. Mai 2021 in Budapest, Papp László Budapest Sportaréna, 2.300 Zuschauer, Spielbericht
Győri ETO KC: Glauser, Leynaud, Solberg – Oftedal (8), Kristiansen (6), Nze Minko (3), Görbicz  (3), Hansen   (3), Brattset  (2), Lukács (2), Faluvégi (2), Kürthi (1), Amorim   (1), Fodor (1), Edwige, Puhalák
PGK ZSKA Moskau: Masson, Sedoikina – 
Michailitschenko (4), Heindahl   (3), Ristovska (3), Gorschkowa   (2), Dmitrijewa (2), Iljina  (2), Skorobogattschenko (2), Wedjochina (1), Sudakowa (1), Tschigirinowa (1), Gorschenina, Markowa, Jacobsen, Illarionowa
Schiedsrichter:  Ioanna Christidi, Ioanna Papamattheou

### Finale
Das Finale fand am 30. Mai 2021 statt. Der Gewinner der Partie ist Sieger der EHF Champions League 2021.
| Mannschaft 1            | Endergebnis   | Mannschaft 2        | Datum und Zeit          |
| ----------------------- | ------------- | ------------------- | ----------------------- |
| Brest Bretagne Handball | 28:34 (14:18) | Vipers Kristiansand | 30.05.21, So. 18:00 Uhr |

30. Mai 2021 in Budapest, Papp László Budapest Sportaréna, 2.300 Zuschauer, Spielbericht
Brest Bretagne Handball: Darleux, Toft – Gros  (8), Gulldén (5), Foppa (3), Jauković   (3), Toublanc (2), Pop-Lazić (2), Coatanea (2), Kobylińska (1), Lassource (1), Niakaté (1), Mauny, Tissier, Catani, Løseth
Vipers Kristiansand: Pedersen, Lunde Haraldsen – Reistad   (12), Knedlíková (6), Hegh Arntzen  (4), Løke   (4), Valle Dahl  (3), Mørk (2), Jonassen (2), Tomac  (1), Aune, Sulland, Andenæs, Yttereng , Andersen
Schiedsrichter:  Cristina Năstase, Simona Stancu

## Statistiken

### Torschützenliste
Die Torschützenliste zeigt die drei besten Torschützinnen in der EHF Champions League der Frauen 2020/21.
Zu sehen sind die Nation der Spielerin, der Name, die Position, der Verein, die gespielten Spiele, die Tore und die Ø-Tore.
| Pl. | Nation    | Spieler              | Pos. | Verein                  | Sp. | Tore | Ø    |
| --- | --------- | -------------------- | ---- | ----------------------- | --- | ---- | ---- |
| 1.  | Slowenien | Ana Gros             | (RR) | Brest Bretagne Handball | 19  | 135  | 7,11 |
| 2.  | Rumänien  | Cristina Neagu       | (RL) | CSM Bukarest            | 14  | 115  | 8,21 |
| 3.  | Norwegen  | Veronica Kristiansen | (RL) | Győri ETO KC            | 17  | 97   | 5,71 |